# Maria Paschalis Jahn i dziewięć Towarzyszek ze Zgromadzenia Sióstr św. Elżbiety
Maria Paschalis Jahn i dziewięć Towarzyszek ze Zgromadzenia Sióstr św. Elżbiety – niemieckie zakonnice ze Zgromadzenia Sióstr św. Elżbiety (elżbietanki), męczennice okresu II wojny światowej, błogosławione Kościoła katolickiego.

## Charakterystyka elżbietańskich męczennic
Przy końcu II wojny światowej, w 1945 wśród ludzi przebywających na Śląsku byli m.in. chorzy, osoby starsze oraz osierocone dzieci. Dla nich wszystkich pomocna była wytrwała i ofiarna służba sióstr zakonnych. Radzieccy żołnierze Armii Czerwonej podczas przejścia frontu na zachód w szczególny sposób znęcali się nad siostrami zakonnymi: brutalnie je bijąc, dręcząc fizycznie oraz mordując. Większość z zamordowanych wówczas sióstr elżbietanek zginęła w obronie czystości własnej lub innych, pełniąc posługę miłosierdzia wobec bliźnich, niektóre zmarły na skutek doznanych udręczeń i wycieńczenia. W atmosferze ogólnego terroru i zastraszenia, siostry przeszły swoistą „Drogę Krzyżową”, naśladując cierpiącego Chrystusa. Elżbietańskie męczennice były zwyczajnymi siostrami, radośnie przeżywającymi swoje powołanie, służąc ofiarnie ludziom w prostym codziennym poświęceniu.
Siostry elżbietanki zostały okrutnie zamordowane w okresie między lutym a majem 1945 na obszarze archidiecezji wrocławskiej. Sześć z nich pochodziło z terenu obecnej diecezji opolskiej, trzy z legnickiej a jedna z zielonogórsko-gorzowskiej:
- Maria (Paschalis) Jahn[8] CSSE urodziła się 7 kwietnia 1916 w Nysie[1]. W 1938 wstąpiła do Zgromadzenia Sióstr św. Elżbiety. Przebywała na placówkach w Kluczborku i Głubczycach, a od kwietnia 1942 w Domu św. Elżbiety w Nysie. Wybuch II wojny światowej zastał s. Marię Paschalis w Nysie. W marcu 1945 przełożona, w obawie przed działaniami wojennymi, zobowiązała siostrę Paschalis do opuszczenia miasta. Udała się ona na teren Czech, gdzie przebywała w miejscowościach: Velké Losiny i Sobotín. 11 maja 1945 siostra Paschalis została brutalnie zaatakowana przez sowieckiego żołnierza i broniąc swojej czystości i wiary została przez niego zastrzelona. Pochowano ją na cmentarzu parafialnym, a miejscowa ludność nazwała ją „Białą różą z Czech”[9][10].
- Marta (Melusja) Rybka[11] CSSE urodziła się 11 lipca 1905 w Pawłowie koło Raciborza. Posługiwała w Nysie wykonując podstawowe prace domowe. Została zamordowana 24 marca 1945 w Nysie, kiedy stanęła w obronie dziewczyny atakowanej przez żołnierza, który chciał ją zgwałcić. Nie poddała się jego woli i dzielnie walczyła w obronie swojej czystości. Schronieni w piwnicy słyszeli szamotaninę i strzały. Kiedy siostry odnalazły jej ciało, leżała w kałuży krwi na podłodze z rozpostartymi ramionami z raną postrzałową w głowie. Pochowano ją we wspólnej mogile sióstr na ogrodzie przyklasztornym przy ul. Słowiańskiej 16[9][10].
- Juliana (Edelburgis) Kubitzki[12] CSSE urodziła się 9 lutego 1905 w Dąbrówce Dolnej. Do sióstr elżbietanek wstąpiła w 1929. Posługiwała jako pielęgniarka ambulatoryjna we Wrocławiu-Nadodrzu i w Żarach. Wkroczenie wojsk radzieckich zastało ją na placówce w Żarach. Siostry znalazły schronienie na plebanii, gdzie w jednym pokoju urządziły kaplicę. Gdy 20 lutego 1945 żołnierze wtargnęli do pomieszczenia, gdzie ukrywały się siostry, próbowali je rozdzielić. Wobec stawianego oporu siostra Edelburgis została kilka razy postrzelona przez napastnika. Wkrótce zmarła. Pochowano ją na przyparafialnym cmentarzu, naprzeciw głównego portalu kościoła pw. Wniebowzięcia NMP w Żarach[9][10].
- Klara (Adela) Schramm[13] CSSE urodziła się 3 czerwca 1885 w Łącznej. Do elżbietanek wstąpiła w wieku 26 lat. Posługiwała w Ramułtowicach[14], Szklarskiej Porębie, Wałbrzychu-Sobięcinie, Godzieszowie, gdzie pełniła urząd przełożonej. Po zajęciu wioski przez żołnierzy radzieckich znalazła schronienie z podopiecznymi u właścicieli gospodarstwa: Marii i Pawła Baumów. 25 lutego 1945 żołnierze wtargnęli do ich domu. Siostra broniąc podopiecznych i ślubowanej Bogu czystości, została zastrzelona wraz z gospodarzami. Wszyscy zostali pochowani na terenie gospodarstwa w leju po bombie[9][10].
- Helena (Acutina) Goldberg[15] CSSE urodziła się 6 lipca 1882 w Dłużku, na Warmii. W wieku 23 lat wstąpiła do elżbietanek. Posługiwała jako pomoc w domu księży w Nysie, w sanatorium wodoleczniczym we Wleniu i w sierocińcu w Lubiążu. Po wejściu Armii Czerwonej do miasta, w trosce o bezpieczeństwo powierzonych jej dziewcząt uciekała z nimi z Lubiąża do Krzydliny Wielkiej. Natknęła się na grupę radzieckich żołnierzy, którzy zauważyli dziewczęta. Broniąc je przed pohańbieniem podczas zmagań i krzyku została zastrzelona 2 maja 1945[9]. Jej ciało pochowano na cmentarzu w Krzydlinie Małej w grobowcu wraz z s. Anną Richter CSSE[16].
- Jadwiga (Adelheidis) Töpfer[17] CSSE urodziła się 26 sierpnia 1887 w Nysie. Do elżbietanek wstąpiła w 1907. Posługiwała w Nysie i Koźlu. 24 marca 1945 siostra Adelheidis i inne siostry przebywające w domu św. Notburgi w Nysie były wielokrotnie napastowane i zaczepianie przez czerwonoarmistów. W czasie zajęcia miasta przez żołnierzy radzieckich ludzie chorzy i starzy szukali schronienia u sióstr. Do pokoju domu, gdzie przebywała siostra z podopiecznymi wszedł jeden z żołnierzy i prowokacyjnie uniósł zakrwawioną rękę, zarzucając, że ktoś strzelał. Bez powodu zastrzelił bezbronną siostrę Adelheidis 25 marca 1945[9][10]. Spoczęła w ogrodzie zakonnym zaś po wojnie przeniesiono jej szczątki na cmentarz jerozolimski w Nysie. Nie da się go jednak dziś odnaleźć.
- Anna (Felicitas) Ellmerer[18] CSSE urodziła się 12 maja 1889 w Grafing koło Monachium. Do Zgromadzenia wstąpiła w 1911. Posługiwała jako nauczycielka we Wrocławiu, Düsseldorfie, Kup i Nysie. Kiedy żołnierze Armii Czerwonej zaatakowali siostry w domu w Nysie, siostra przełożona broniąc ich została uderzona kolbą karabinu i straciła przytomność. Siostra Felicitas pośpieszyła jej z pomocą. Wtedy żołnierz radziecki próbował wyprowadzić ją na zewnątrz, kiedy stawiała opór oddał strzał ostrzegawczy. W odpowiedzi na to siostra stanęła pod ścianą, wyciągnęła ręce na znak krzyża i głośno zawołała: „Niech żyje Chrystus, Kr…!” Ostatnie słowo przerwał śmiertelny strzał. Rozzłoszczony napastnik deptał głowę i klatkę piersiową martwej już siostry. Została pochowana w mogile zbiorowej sióstr w ogrodzie przyklasztornym przy ul. Słowiańskiej 16 w Nysie[9][10].
- Anna (Sabina) Thienel[19] CSSE urodziła się 24 września 1909 w Rudziczce. Posługiwała osobom starszym we Wrocławiu i Lubaniu. W domu sióstr zakwaterowali się żołnierze. Kiedy jeden z nich próbował siłą wyprowadzić ją z pokoju, uchwyciła się krzyża i współsiostry, wzywając na pomoc Matkę Bożą. Żołnierz nie mogąc zrealizować swoich planów poszedł szukać innej ofiary. Następnego dnia, gdy siostry modliły się przez drzwi wpadł pocisk i ugodził ją w pierś, powodując śmierć. Została pochowana na cmentarzu katolickim w Lubaniu[9][10]. Ufundowano jej tam symboliczną mogiłę  w kwaterze sióstr Magdalenek od pokuty.
- Elfrieda (Rosaria) Schilling[20] CSSE urodziła się 5 maja 1908 we Wrocławiu, w rodzinie ewangelickiej. Po przejściu na katolicyzm jako dwudziestoletnia dziewczyna wstąpiła do sióstr elżbietanek. Posługiwała w duszpasterstwie i administracji w Hamburgu-Eimsbüttel, Głogowie, Nysie, Katowicach, Legnicy, Chojnowie i Nowogrodźcu nad Kwisą. Razem z innymi siostrami dla bezpieczeństwa ukryła się w schronie przeciwlotniczym. Późnym wieczorem 22 lutego 1945 trzech żołnierzy siłą wyprowadziło siostrę Rosarię na zewnątrz. Około północy przyprowadzono Siostrę do domu ciężko poranioną, zalaną krwią, z ranami na głowie i poszarpaną. Następnego dnia do schronu wdarła się gromada żołnierzy i kazali wszystkich wyprowadzić z wyjątkiem siostry Rosarii. Siostra chcąc uniknąć kolejnych przykrości chwyciła się mocno innej współsiostry, aby iść razem ze wszystkimi, ale została zastrzelona dwoma strzałami. Została pochowana na cmentarzu parafialnym w Nowogrodźcu[9][10]. Na cmentarzu istnieje również symboliczna grupowa mogiła ku czci wszystkich Elżbietanek pracujących w Nowogrodźcu.
- Łucja (Sapientia) Heymann[21] CSSE urodziła się 19 kwietnia 1875 w Lubieszu k. Wałcza. Do Zgromadzenia wstąpiła w 1894. Posługiwała jako pielęgniarka w Hamburgu-Eppendorf i w Nysie. Dnia 24 marca 1945 siostry zgromadzone były w refektarzu Domu św. Elżbiety w Nysie, wśród których była siostra Sapientia oraz m.in. młoda siostra, do której podszedł jeden z żołnierzy i chciał ją wyprowadzić na zewnątrz. Będąc obok niej siostra Sapientia stanęła w jej obronie, ale została zastrzelona. Jej ciało zostało pochowane z innymi siostrami w mogile na terenie przyklasztornego ogrodu[9][10].

## Proces beatyfikacji
Kościół mocą tradycji oraz szacunku do depozytu wiary, złożonego na Krzyżu przez Chrystusa otacza szczególną czcią jego spadkobierców, którzy w jego obronie złożyli swoje życie w ofierze ponosząc śmierć męczeńską. Mając to na uwadze, po zakończeniu działań wojennych niezwłocznie przystąpiono do rozpoznania i sporządzenia listy osób konsekrowanych, które broniąc tego depozytu zostały zamordowane.
Pierwszym polskim męczennikiem okresu II wojny światowej wyniesionym na ołtarze był beatyfikowany 17 października 1971 przez papieża Pawła VI, franciszkanin Maksymilian Maria Kolbe OFMConv., oddając swoje życie w obozie koncentracyjnym KL Auschwitz w ofierze za innego współwięźnia. Potem wyniesiono inne ofiary obozowej gehenny karmelitankę Edytę Stein OCD (1 maja 1987) i biskupa Michała Kozala (14 czerwca 1987).
Następnie stopniowo grupując liczne grono innych męczenników okresu II wojny światowej, kościół wynosił ich na ołtarze w zbiorowych procesach beatyfikacyjnych. Pierwsza grupa 108 męczenników tego okresu została beatyfikowana 13 czerwca 1999 w Warszawie przez papieża Jana Pawła II podczas jego pielgrzymki do Polski, a w roku następnym (5 marca 2000) beatyfikowano grupę jedenastu Sióstr Nazaretanek z Nowogródka. Obecnie w kościele na szczeblu diecezjalnym toczy się parę procesów beatyfikacyjnych męczenników tego okresu.
W 1959 podjęto pierwszą próbę wszczęcia procesu beatyfikacyjnego męczennic elżbietańskich oraz zebrano zeznania naocznych świadków, lecz zakończyła się ona niepowodzeniem. Potem, w 2009 Zarząd Generalny sióstr elżbietanek dysponując stosownymi dokumentami podjął decyzję o kolejnym wszczęciu postępowania beatyfikacyjnego. Następnie, w lutym 2010 na ręce metropolity wrocławskiego abp. Mariana Gołębiewskiego, siostry elżbietanki zwróciły się z prośbą o wyniesienie na ołtarze dziesięciu swoich sióstr prowincji wrocławskiej. Po uzyskaniu zgody właściwych biskupów diecezjalnych, pozytywnej opinii Konferencji Episkopatu Polski, abp Marian Gołębiewski skierował prośbę do Prefekta Kongregacji Spraw Kanonizacyjnych kard. Angelo Amato. Kongregacja w dniu 28 czerwca 2011 przychyliła się do prośby i 25 listopada 2011 w archikatedrze św. Jana Chrzciciela we Wrocławiu uroczystą mszą świętą został otwarty proces beatyfikacyjny przez abp. Mariana Gołębiewskiego. Warto dodać, że jest to pierwszy proces beatyfikacyjny ofiar II wojny światowej na Śląsku.
Powołany został specjalny Trybunał Diecezjalny w celu zbadania dokumentacji, świątobliwości życia i okoliczności męczeństwa wszystkich sióstr, a postulatorką procesu została mianowana elżbietanka s. Miriam Zając CSSE. Specjalnym listem zwrócono się do wiernych z apelem o udostępnienie posiadanych dokumentów mogących dokładniej zbadać życie i działalność sióstr. W trwającym procesie beatyfikacyjnym, członkowie biura postulatorskiego przeszukali archiwa państwowe oraz zakonne sióstr elżbietanek w Polsce, Niemczech i Czechach. Niektóre relacje udało się pozyskać od rodzin zamordowanych sióstr lub zeznań świadków, którzy je swego czasu spotkali. 26 września 2015 w archikatedrze wrocławskiej abp Józef Kupny w uroczystej mszy świętej zakończył proces na szczeblu diecezjalnym z udziałem czterech z dziesięciu rodzin zamordowanych sióstr, po czym akta zostały przekazane watykańskiej Kongregacji Spraw Kanonizacyjnych. Można dodać, że biuro postulatorskie sióstr elżbietanek znajduje się przy ul. Januszowickiej 32/34 we Wrocławiu. 4 grudnia 2015 wydano dekret o ważności procesu diecezjalnego, a w 2019 złożono tzw. Positio, wymagane w dalszej procedurze beatyfikacyjnej. Na postulatorkę generalną wyznaczono s. Marię Paulę Zaborowską CSSE. 24 listopada 2020 odbyła się sesja konsultorów teologicznych, a 1 czerwca 2021 sesja kardynałów i biskupów Kongregacji Spraw Kanonizacyjnych, która zaakceptowała propozycje ich beatyfikacji. 19 czerwca 2021 papież Franciszek podpisał dekret o ich męczeństwie, co otworzyło drogę do ich beatyfikacji. Odtąd przysługiwał im tytuł Czcigodnych Służebnic Bożych.
11 czerwca 2022 podczas uroczystej eucharystii w archikatedrze św. Jana Chrzciciela we Wrocławiu, kard. Marcello Semeraro, reprezentujący papieża dokonał uroczystej beatyfikacji Marii Paschalis Jahn i dziewięciu Towarzyszek.
Ich wspomnienie liturgiczne zostało wyznaczone na dzień 11 maja.

## Upamiętnienie
Po raz pierwszy w 1969 opublikowano w języku niemieckim opis ich męczeństwa. Następnie w 1995, w 50 rocznicę ich męczeńskiej śmierci ułożono modlitwę za ich wstawiennictwem. Fakt ich męczeństwa uczczono tablicą pamiątkową na krzyżu nagrobnym przy ul.Słowiańskiej 16 w Nysie.
W 2015, w kościele Świętego Krzyża i św. Bartłomieja na Ostrowie Tumskim we Wrocławiu otwarto wystawę pt. Nikt nie umiera dla siebie, poświęconą zmarłym dziesięciu męczennicom elżbietańskim, z ich biogramami, opisami męczeństwa oraz reprodukcjami dostępnych zdjęć dokumentalnych.